# Рифкин, Джоэл
Джоэл Дэвид Рифкин (англ. Joel David Rifkin; род. 20 января 1959) — американский серийный убийца, убивший от 9 до 17 женщин в Нью-Йорке между 1989 и 1993 годами. Большинство его жертв были наркозависимыми проститутками.

## Биография
Был усыновленным ребёнком в еврейской семье. Вырос агностиком. Был достаточно обеспеченным и социализированным человеком на протяжении как детства, так и взрослой жизни. Самоубийство приёмного отца, страдавшего от рака, сильно повлияло на него.

## Убийства
Рифкин убивал в основном проституток и долго оставался вне подозрения. Задержать его удалось после убийства последней жертвы Тиффани Бресциани (подружка вокалиста Reagan Youth Дэйва «Инсерджента» Рубинштейна). Задержание Рифкина сопровождалось полицейской погоней на высокой скорости.

## В тюрьме
В тюрьме Рифкин вел себя достаточно активно, что и привело его в итоге в особо охраняемую тюрьму «Аттика». Он подавал в суд на охранников, подрался с сокамерником Колином Фергюсоном, устроившим стрельбу в пассажирском вагоне (в перепалке перед схваткой они пытались выяснить, у кого больше жертв) и давал интервью американскому телевидению для создания серии фильмов о маньяках.